# Hieracium dragicola
Hieracium dragicola es una especie de planta con flor del género Hieracium, de la familia Asteraceae, orden Asterales.

## Distribución
Hieracium dragicola se distribuye por Italia y Yugoslavia.

## Taxonomía
Fue descrita científicamente por (Näg. & Peter) Zahn. Fue publicada en H.G.A.Engler (ed.), Pflanzenr.